# Thunor simus
Thunor simus är en kräftdjursart som först beskrevs av Félix Édouard Guérin-Méneville 1855.  Thunor simus ingår i släktet Thunor och familjen Alpheidae. Inga underarter finns listade i Catalogue of Life.